# Орнітотерапія
Орнітотерапія — вид терапії, що полягає у лікуванні різних захворювань або розладів людини співом птахів.
Своїм співом птах творить гармонію душі, психіки, що допомагає в окремих випадках людині вилікуватися від різноманітних розладів. Звуки через вухо потрапляють у так звану слухову зону кори головного мозку і збуджують її. Від неї приходить у збудження решта кора головного мозку. Оскільки вся робота організму так чи інакше регулюється мозком, то зміни, що відбуваються в мозку, впливають абсолютно на всі фізіологічні процеси. Навіть проста звукова вібрація може впливати на роботу будь-якого органу, аж до клітини. Але музичні звуки — це, по суті, насамперед зафіксована і стійка гармонія. Навіть для здорових людей корисна орнітотерапія, вона допомагає зняти стрес і зарядити позитивними емоціями. Слухати пташиний спів корисно для здоров'я. Фахівці з орнітотерапіі підбирають звуки різних птахів у залежності від недуги пацієнта.
Вчені встановили, що лікування птахами дає хороший результат для нормалізації роботи нервової системи і серця. Оскільки кожен птах видає різні частоти, то і кожен птах може лікувати лише певні проблеми зі здоров'ям:
- Соловейко, його пісні бадьорять і кличуть до активної діяльності. Корисно слухати при депресії.
- Кропив'янка — життєрадісний «виконавець», здатний своїми піснями зняти головний біль і налагодити роботу внутрішніх органів.
- Пташине соло з рівними ритмами утихомирює серцебиття і аритмію — допомагають пісні жайворонків, зябликів і вівсянок, співочих дроздів і канарок.
- Плавні мелодії  чорного дрозда гарні для гіпертоніків.
- Бадьорі арії щиглика або чижа покращують настрій при неврозах.
- Переливчасті свисти вільшанки починаються з характерного скрипу. Своїм оптимістичним звучанням вони лікують головні і серцеві болі і спазми в печінці, шлунку.
- Цвірінькання канарок допомагає при стресах, неврозах і аритмії.
- Мелодійні трелі жайворонка створюють радість і спокій у душі.
- Канарка своїм співом знімають депресію і неврози, допомагають при виразці і гастриті, покращують настрій.
- Хвилясті папужки своїм воркуванням зменшують болі серця[1].